# الیزر ابطبی
الیزر ابطبی (عبری: אליעזר אבטבי) یک سیاستمدار بازنشته اسراییلی است که در کنست برای حزب ملی مذهبی در بین سالهای ۱۹۷۴ تا ۱۹۸۴ کار میکرد.
او در شهرستان تکاب در ایران به دنیا آمد و در سال ۱۹۵۰ میلادی عالیا به سرزمین اسراییل انجام داد. در سالهای ۱۹۷۳ و ۱۹۷۷ به کنست انتخاب شد.